# Steve Miller Band
Steve Miller Band es un grupo estadounidense de rock liderado por Steve Miller; guitarrista y vocalista.

## Historia
Steve Miller, junto al teclista Barry Goldberg, el bajista Roy Ruby, el guitarrista Craymore Stevens y el batería Lance Haas, fundó la Goldberg-Miller Blues Band poco después de trasladarse a Chicago para tocar blues. La banda firmó un contrato con Epic Records después de tocar en muchos clubes de la ciudad. Su única publicación fue un sencillo, "The Mother Song". 
Tocaron en el Hullabaloo con  The Four Tops and the Supremes e hicieron una actuación en un club de Manhattan. Entonces Miller se mudó debido a la creciente actividad musical de la ciudad de San Francisco y formó la Steve Miller Blues Band. Cuando firmaron con Capitol Records en 1967, acortaron su nombre al definitivo: Steve Miller Band. El cuarteto de Miller, James Cook (guitarrista), Lonnie Turner (bajista) y Tim Davis (batería) tocó con Chuck Berry en un concierto en el Fillmore West, que más tarde se editaría como álbum en vivo. Tim Davis había sustituido a Lance Haas, quien había dejado el grupo. 
Poco después, el guitarrista Boz Scaggs se unió a la Steve Miller Band y tocaron en el Monterey Pop Festival en junio. Su álbum debut fue Children Of The Future, grabado en Inglaterra y que salió a la venta en mayo de 1968. Este primer disco no tuvo éxitos destacables y no logró colarse en la lista Top100, pero algunos temas dignos de mención son la melodía acústica "Baby's Calling Me Home" y el tema funky blues "Steppin' Stone". Cerrando el álbum, se puede encontrar una lenta canción titulada "Key To The Highway". La Steve Miller Band publicó un segundo álbum en octubre, llamado Sailor, que tuvo mucho más éxito y alcanzó el puesto 24 en la lista Billboard.
Los seguidores del grupo iban aumentando con cada nuevo álbum. Brave New World, de 1969, llegó al puesto 22; incluía el éxito "Space Cowboy" y el tema "My Dark Hour", en el que también participaba Paul McCartney como bajista. El disco Your Saving Grace, también de 1969, se situó en el puesto 38 y Number 5 llegó más arriba, hasta el 23, ya en 1970.  
En 1971, Steve Miller se rompió el cuello en un accidente de coche y Capitol Records editó un nuevo álbum, Rock Love, que incluía material inédito tanto de directo como de estudio. Este y Recall the Beginning... A Journey From Eden son los únicos dos álbumes de Steve Miller Band que no se han sacado en CD. 
En 1972 se puso a la venta el doble álbum Anthology, una recopilación de dieciséis temas de los cinco primeros discos. El siguiente año, The Joker supuso un cambio en la Steve Miller Band. El sonido era más rápido y enérgico y su primer tema, que daba título al álbum, se convirtió en un número 1. Mientras tanto, el disco consiguió posicionarse en el segundo puesto y fue premiado como álbum de platino por su más de un millón de copias vendidas. 
Tres años más tarde, la Steve Miller Band regresó con el LP Fly Like An Eagle, que logró un meritorio tercer puesto en las listas. Sus tres sencillos fueron: "Take The Money And Run" (puesto 11º), "Fly Like An Eagle" (puesto 2º) y "Rock N' Me", que fue su segundo sencillo en llegar a lo más alto de las listas. En Fly Like An Eagle se encuentra también el tema "Serenade", versionado muchos años más tarde por el grupo español M Clan con el título "Llamando a la Tierra", uno de los temas más famosos del grupo español, que realizó tres versiones distintas, lo cual dio a conocer de nuevo el tema original de Steve Miller Band en España.[cita requerida]
En 1977 publicaron Book Of Dreams, que llegó al puesto 2.º y también incluía tres éxitos: "Jet Airliner" (puesto 8.º) "Jungle Love" (puesto 23.º) y "Swingtown" (puesto 17.º). En 1982 volvieron a conseguir un nuevo número uno con el tema que compartía título con el disco, Abracadabra, utilizado en la película "The Incredible Burt Wonderstone" (2013). 
Desde entonces han grabado esporádicamente. Su último disco, Let your hair down, una recreación de piezas de Jimmy Reed, Wiliie Dixon, Muddy Waters y Charles Brown, entre otros, se publicó en 2011.
The Steve Miller Band's Greatest Hits 1974-1978, sacado en 1978, ha vendido más de ocho millones de copias y la banda sigue aún ofreciendo actuaciones en vivo.

## Discografía

### Álbumes
- Children Of The Future. Capitol (Mayo 1968) - POP #134
- Sailor. Capitol (Octubre 1968) - POP #24
- Brave New World. Capitol (Junio 1969) - POP #22
- Your Saving Grace. Capitol (Noviembre 1969) - POP #38
- Number 5. Capitol (Noviembre 1970) - POP #23
- Rock Love. Capitol (Septiembre 1971) - POP #82
- Recall The Beginning... A Journey From Eden. Capitol (Marzo 1972) - POP #109
- Anthology (recopilación). Capitol (Octubre 1972) - POP #56 (RIAA: Gold)
- The Joker. Capitol (Septiembre 1973) - POP #2 (RIAA: Platinum; BPI: Gold)
- Living In The U.S.A. (recopilación). CEMA (1973) - (RIAA: Gold)
- Fly Like An Eagle. Capitol (Mayo 1976) - POP #3; UK #11 (RIAA: 4xPlatinum; BPI: Gold)
- Book Of Dreams. Capitol (Mayo 1977) - POP #2; UK #12 (RIAA: 3xPlatinum; BPI: Silver)
- Greatest Hits 1974-1978 (recopilación). Capitol (Noviembre 1978) - POP #18 (RIAA: 13xPlatinum)
- Circle Of Love. Capitol (septiembre de 1981) - POP #26 (RIAA: Gold)
- Abracadabra. Capitol (junio de 1982) - POP #3; UK #10 (RIAA: Platinum; BPI: Gold)
- Steve Miller Band Live! (en vivo). Capitol (abril de 1983) - POP #125
- Italian X Rays. Capitol (octubre de 1984) - POP #101
- Living In The 20th Century. Capitol (octubre de 1986) - POP #65
- Born 2B Blue, c/Steve MILER. Capitol (septiembre de 1988) - POP #108
- The Best of 1968-1973 (recopilación). Capitol (septiembre de 1990) - UK #34 (RIAA: Gold)
- Wide River. Capitol (junio de 1993) - POP #85
- Steve Miller Band (recopilación 3xcd). Capitol (julio de 1994)
- King Biscuit Flour Hour Presents The Steve Miller Band (en vivo 2xcd). King Biscuit (julio de 2002)
- Young Hearts - Complete Greatest Hits (recopilación). Capitol (septiembre de 2003) - POP #37 (RIAA: Gold)
- Bingo!. Roadrunner (junio de 2010)
- Let Your Hair Down. Roadrunner/Warner (2011)

### Sencillos
| Año  | Sencillo                              | US Hot 100 |
| ---- | ------------------------------------- | ---------- |
| 1973 | The Joker                             | 1          |
| 1976 | Take The Money and Run (Steve Miller) | 11         |
| 1976 | Rockin' Me (Steve Miller)             | 1          |
| 1977 | Fly Like an Eagle (Steve Miller)      | 2          |
| 1977 | Jet Airliner                          | 4          |
| 1977 | Jungle Love                           | 23         |
| 1977 | Swingtown                             | 17         |
| 1981 | Heart Like a Wheel                    | 24         |
| 1982 | Abracadabra                           | 1          |

## Premios
- Premio ASCAP Golden Note en 2008.[1]
- Tiene una estrella en el Paseo de la Fama de Hollywood por grabar en 1750 Vine Street.